# Obrona Nimzowitscha
Obrona Nimzowitscha – otwarcie szachowe, powstające po posunięciach:
1.d4 Sf6 2.c4 e6 3.Sc3 Gb4
Możliwe są także inne sekwencje ruchów, np. 1.c4 e6 2.Sc3 Sf6 3.d4 Gb4. 

## O debiucie
Obrona Nimzowitscha należy do grupy debiutów zamkniętych, w Encyklopedii Otwarć Szachowych oznaczona jest symbolami od E20 do E59.
Otwarcie to wprowadził do profesjonalnych szachów na początku XX wieku Aron Nimzowitsch. W przeciwieństwie do większości otwarć powstających po 1.d4 Sf6 obrona Nimzowitscha nie zakłada szybkiego fianchetto ze strony czarnych, chociaż często wykonują one ruchy ...b6 i ...Gb7. Czarne dążą do jak najszybszego wywarcia nacisku na centrum, w pierwszej kolejności przy pomocy swoich figur, a dopiero później pionów. Poprzez związanie skoczka białych czarne chronią się także przed 4.e4 i grożą zdublowaniem pionów białych. Białe będą się starały stworzyć centrum pionkowe i rozwinąć figury w celu przygotowania ataku na pozycję czarnych. Idea debiutu była w swoim czasie nowatorska i wywarła duży wpływ na rozwój teoretycznych zagadnień dotyczących walki o centrum.
Opóźnienie czarnych w tworzeniu struktury pionkowej czyni obronę Nimzowitscha bardzo elastyczną odpowiedzią na 1.d4. Może dojść do transpozycji do gambitu hetmańskiego lub obrony hetmańsko-indyjskiej. Jest to pełnoprawny system debiutowy, grywany przez szachistów wszystkich poziomów i znajdujący się w repertuarze każdego mistrza świata, począwszy od Capablanki. Białe czasami unikają obrony Nimzowitscha, grając 3.g3 lub 3.Sf3, zostawiając sobie możliwość odpowiedzenia na 3... Gb4 za pomocą 4.Gd2 lub 4.Sbd2 zamiast 4.Sc3.

## Główne systemy
- system klasyczny (4.Hc2)
- system Rubinsteina (4.e3)
- system Sämischa (4.a3)
- system Kasparowa (4.Sf3)
- system leningradzki (4.Gg5)

## Wybrana literatura
- Anthony Kosten (1998), Mastering the Nimzo-Indian, Batsford Ltd, ISBN 0-7134-8383-0
- Carsten Hansen (2002), The Nimzo-Indian: 4 e3, Gambit Publications Ltd, ISBN 1-901983-58-7
- Edward Dearing (2005), Play the Nimzo-Indian, Everyman Chess, ISBN 1-85744-403-5
- Christopher Ward (2005), Offbeat Nimzo-Indian, Everyman Chess, ISBN 1-85744-369-1
- Dmitrij Komarow, Stefan Djurić, Claudio Pantaleoni (2009), Chess Opening Essentials, Vol. 3: Indian Defences, New In Chess, ISBN 978-90-5691-270-3